# Colorização de filmes
Colorização de filme é qualquer processo que adiciona cor a preto e branco, sépia ou outras imagens monocromáticas de imagens em movimento. Pode ser feito como efeito especial, para "modernizar" filmes em preto e branco ou para restaurar filmes coloridos. Os primeiros exemplos datam do início do século XX, mas a colorização tornou-se comum com o advento do processamento digital de imagens.

## Técnicas iniciais

### Colorização de mão
Os primeiros métodos de colorização de filmes foram feitos manualmente por indivíduos. Por exemplo, pelo menos 4% da produção de George Méliès, incluindo algumas impressões de Uma Viagem à Lua de 1902 e outros filmes importantes, como O Reino das Fadas, A Viagem Impossível e O Barbeiro de Sevilha, foram coloridos individualmente à mão. pelo laboratório de coloração de Elisabeth Thuillier em Paris. Thuillier, ex-colorista de produtos de vidro e celulóide, dirigiu um estúdio de duzentas pessoas pintando diretamente em filme com pincéis, nas cores que ela escolheu e especificou; cada trabalhador recebeu uma cor diferente no estilo de linha de montagem, com mais de vinte cores separadas frequentemente usadas para um único filme. O laboratório de Thuillier produziu cerca de sessenta cópias coloridas à mão de Uma Viagem à Lua, mas sabe-se que apenas uma cópia ainda existe hoje.
O processo sempre foi feito à mão, às vezes utilizando um estêncil recortado de uma segunda impressão do filme, como o processo Pathécolor. Ainda na década de 1920, processos de coloração manual eram usados para tomadas individuais em Ouro e Maldição (1924) e O Fantasma da Ópera (1925); e raramente, um longa-metragem inteiro como Os Últimos Dias de Pompéia (1926).
Por volta de 1968-1972, os desenhos animados em preto e branco de Betty Boop, Krazy Kat e Looney Tunes e entre outros foram redistribuídos em cores. Os desenhos animados coloridos redesenhados em preto e branco mais recentes são os desenhos Popeye do Fleischer Studios / Famous Studios, os Harman-Ising Merrie Melodies e os desenhos animados The Captain and the Kids da MGM, que foram coloridos em 1987 para exibição na Turner. Com a tecnologia da computação, os estúdios foram capazes de adicionar cor aos filmes em preto e branco, tingindo digitalmente objetos únicos em cada quadro do filme até que ele ficasse totalmente colorido (as primeiras colorizações computadorizadas autorizadas de desenhos animados em preto e branco foram encomendadas pela Warner Bros. em 1990). O processo inicial foi inventado pelo canadense Wilson Markle e usado pela primeira vez em 1970 para adicionar cor às imagens monocromáticas da Lua nas missões do programa Apollo.

### Colorização digital
A colorização computadorizada começou na década de 1970 usando a técnica inventada por Wilson Markle. Essas primeiras tentativas de colorização apresentam contraste suave e cores bastante pálidas, planas e desbotadas; no entanto, a tecnologia melhorou continuamente desde a década de 1980.
Para realizar a colorização digital, é utilizada uma cópia digitalizada do melhor filme preto e branco disponível. Com a ajuda de um software de computador, os técnicos associam uma série de níveis de cinza a cada objeto e indicam ao computador qualquer movimento dos objetos em uma cena. O software também é capaz de detectar variações no nível de luz quadro a quadro e corrigi-las, se necessário. O técnico seleciona uma cor para cada objeto com base em cores comuns de "memória" — como céu azul, nuvens brancas, tons de pele e grama verde — e em qualquer informação sobre as cores usadas no filme. O software associa uma variação da cor básica a cada nível de cinza do objeto, mantendo os níveis de intensidade iguais aos do original monocromático. À medida que novos objetos entram no quadro, o técnico deve associar cores a cada novo objeto da mesma forma descrita acima. Esta técnica foi patenteada em 1991.
Várias empresas afirmam ter produzido algoritmos automáticos de rastreamento de região:
- A Legend Films descreve sua tecnologia principal como reconhecimento de padrões e composição de fundo que move e transforma máscaras de primeiro plano e fundo quadro a quadro. No processo, os fundos são coloridos separadamente em um único quadro composto que funciona como um banco de dados visual de um corte e inclui todos os dados de deslocamento em cada movimento da câmera. Depois que as áreas do primeiro plano são coloridas, as máscaras de fundo são aplicadas quadro a quadro.
- Timebrush descreve um processo baseado na tecnologia de rede neural que produz cores saturadas e nítidas com linhas claras e sem transbordamentos aparentes. O processo é econômico porque depende de computadores e não de esforço humano, e é igualmente adequado para colorização de baixo orçamento e qualidade de transmissão ou projeção teatral.
- Uma equipe da Escola de Ciência da Computação e Engenharia do Benin, da Universidade Hebraica de Jerusalém, descreve seu método como um processo interativo que não requer detecção manual precisa da região, nem rastreamento preciso; baseia-se na premissa de que pixels adjacentes no espaço e no tempo que possuem níveis de cinza semelhantes também devem ter cores semelhantes.
- Na Universidade de Minnesota, foi desenvolvido um método de propagação de cores que utiliza distância geodésica.[6]
- Um processo altamente trabalhoso empregado pelo artista de colorização de filmes e vídeos baseado no Reino Unido, Stuart Humphryes, em conjunto com a empresa de restauração de vídeo SVS Resources, foi empregado pela BBC em 2013 para o lançamento comercial de duas séries de Doctor Who: o primeiro episódio de The Mind of Evil e imagens em preto e branco recém-descobertas na versão do diretor de Terror of the Zygons . Para esses projetos, aproximadamente 7.000 quadros-chave (aproximadamente a cada 5 quadros de vídeo PAL) foram totalmente coloridos à mão, sem o uso de máscaras, camadas ou método de segmentação. Eles foram então utilizados pela SVS Resources para interpolar a cor nos quadros circundantes intermediários usando um processo parcialmente computadorizado/parcialmente manual.[7]

## Usos da colorização

### Colorização parcial
A forma mais antiga de colorização introduziu cores limitadas em um filme em preto e branco usando corantes, como efeito visual. Os primeiros filmes de Edison, mais notavelmente a série Annabelle Serpentine Dance, também foram os primeiros exemplos de colorização, feita pela pintura de corantes de anilina na emulsão.
Por volta de 1905, a Pathé introduziu o Pathéchrome, um processo de estêncil que exigia o corte de um ou mais estênceis para cada quadro de filme com o auxílio de um pantógrafo redutor.
Em 1916, o processo de cores Handschiegl foi inventado para o filme Joan the Woman (1917), de Cecil B. DeMille. Outro exemplo inicial do processo Handschiegl pode ser encontrado em O Fantasma da Ópera (1925), em que o personagem de Lon Chaney pode ser visto vestindo uma capa vermelha brilhante enquanto o resto da cena permanece monocromático. A cena foi em tom sépia e depois a capa foi pintada de vermelho, seja por estêncil ou por matriz. Em seguida, uma solução de enxofre foi aplicada em tudo menos nas partes tingidas, transformando o sépia em tom azul.

### Restauração
Às vezes, a colorização também é usada em filmagens históricas em filmes coloridos. Por exemplo, o filme Treze Dias (2000) usa imagens coloridas de notícias da época da crise dos mísseis cubanos de 1962.
Na década de 1990, a BBC coloriu as cópias em preto e branco adicionando o sinal colorido das gravações transmitidas pelo ar. O resultado foi considerado um sucesso tanto pelos técnicos quanto pelos torcedores. Em março de 2008, foi anunciado que uma nova tecnologia, que envolve a detecção de artefatos coloridos ("dot crawl") em digitalizações de alta resolução de filmes em preto e branco, será usada para restaurar outros episódios de Doctor Who, bem como programas como Steptoe and Son, onde alguns episódios originalmente produzidos em cores só existem em preto e branco. No entanto, não há planos para usar colorização em programas da BBC originalmente produzidos em preto e branco, como os episódios de Doctor Who dos anos 1960, uma vez que não têm informações de cores disponíveis e, portanto, não podem ser recuperados usando esses métodos.

### Integração
O longa-metragem colorido Sky Captain e o Mundo de Amanhã (2004), que já fazia uso intenso de cenários e objetos gerados digitalmente, integrou imagens em preto e branco de Sir Laurence Olivier nos anos 1940, colorindo-o.
Em seu longa-metragem O Aviador (2005), Martin Scorsese combinou perfeitamente imagens coloridas da estreia do filme Hell's Angels com imagens da reconstituição da estreia. A colorização da Legend Films foi projetada para parecer um filme normal de três tiras, mas foi então corrigida para combinar com a aparência de duas tiras da reconstituição da estreia. Também em The Aviator, Scorsese usou imagens coloridas de Jane Russell do filme original em preto e branco, The Outlaw e cenas de luta de cães de Hell's Angels .

## Exemplos de colorização, críticas e controvérsias

### Reformas de entretenimento
Em 1983, Hal Roach Studios se tornou um dos primeiros estúdios a se aventurar no negócio de colorização computadorizada de filmes, como seus próprios filmes Topper (1937), seguido por Way Out West (1937), tornou-se o primeiro filme em preto e branco a ser redistribuído em cores usando o processo de colorização digital, levando à controvérsia. Os defensores do processo observaram que ele permitiria que filmes em preto e branco tivessem novos públicos de pessoas que não estavam acostumadas com o formato. Os detratores reclamaram (entre outras razões) que o processo era grosseiro e alegaram que, mesmo que fosse refinado, não levaria em conta as composições de iluminação escolhidas para a fotografia em preto e branco, que não seriam necessariamente tão eficazes em cores. Figuras que se opunham ao processo incluíam Roger Ebert, James Stewart, John Huston, George Lucas e Woody Allen.
Cary Grant teria ficado "muito entusiasmado com o resultado" da colorização de Topper. O diretor Frank Capra se reuniu com Wilson Markle para colorir o eterno clássico de Natal It's a Wonderful Life, Meet John Doe e Lady for a Day, com base no entusiasmo de Grant. O diretor de arte da Colorization, Inc., Brian Holmes, exibiu dez minutos de imagens coloridas de It's a Wonderful Life to Capra, o que levou Capra a assinar um contrato com a Colorization, domínio na época e, como resultado, Markle e Holmes responderam devolvendo o investimento inicial de Capra, eliminando sua participação financeira e recusando-se abertamente a permitir que o diretor exercesse controle artístico sobre a colorização de seus filmes, levando Capra a se juntar ao campanha contra o processo.

O magnata da mídia Ted Turner já foi um defensor agressivo desse processo, ao empregar a empresa American Film Technologies de San Diego. Quando ele disse à imprensa em julho de 1988 que estava pensando em colorir Cidadão Kane, os comentários de Turner levaram a um protesto público imediato. Em janeiro de 1989, a Associated Press informou que duas empresas estavam produzindo testes de cores de Citizen Kane para a Turner Entertainment. As críticas aumentaram com a reportagem da AP de que o cineasta Henry Jaglom lembrou que, pouco antes de sua morte, Orson Welles implorou-lhe que protegesse Kane de ser colorido.

Em 14 de fevereiro de 1989, o presidente da Turner Entertainment, Roger Mayer, anunciou que o trabalho para colorir Cidadão Kane havia sido interrompido:
Nossos advogados analisaram o contrato entre a RKO Pictures e Orson Welles e sua produtora, Mercury Productions, e, com base em sua análise, decidimos não prosseguir com a colorização do filme... Embora um teste judicial possa defender nosso direito legal de colorir o filme, as disposições do contrato poderiam ser lidas para proibir a colorização sem a permissão do espólio de Welles.
Um minuto da filmagem de teste colorida de Citizen Kane foi incluído em um documentário especial da Arena, The Complete Citizen Kane, produzido pela BBC em 1991.
A oposição de John Huston à colorização de seu trabalho levou a um processo judicial francês histórico de três anos após sua morte, desencadeado por uma versão colorida de The Asphalt Jungle. Sua filha Anjelica Huston usou com sucesso a lei francesa de direitos autorais para estabelecer um precedente vinculativo em 1991 que impede a distribuição ou transmissão na França de qualquer versão colorida de um filme contra a vontade do criador original ou de seus herdeiros.
Devido ao alto custo do processo, a Turner Entertainment parou de colorir os títulos. Com o advento da tecnologia do DVD, a noção de colorização voltou a ganhar destaque. Como o formato DVD era mais versátil, os estúdios puderam oferecer aos telespectadores a opção de escolher entre as duas versões sem trocar de disco e, assim, o lançamento de títulos coloridos mais uma vez pareceu lucrativo. Algumas empresas relançaram as versões coloridas mais antigas da década de 1980 - um exemplo disso é o box set O Gordo e o Magro sendo lançado no Reino Unido.
Outros estúdios, como a Sony Entertainment, contrataram a West Wing Studios para colorir vários filmes dos Três Patetas para lançamento em DVD. O estúdio teve acesso aos adereços e cenários originais do Columbia Studios para dar autenticidade às versões coloridas.
A restauração e colorização de filmes e televisão são produzidas pela empresa Legend Films. Seu processo automatizado patenteado foi usado para colorir cerca de 100 filmes entre 2003 e 2009. Shirley Temple, Jane Russell, Terry Moore e Ray Harryhausen trabalharam com a empresa para colorir seus próprios filmes ou seus favoritos. Dois filmes pelos quais a Legend Films é conhecida são a colorização do filme de exploração Reefer Madness, para o qual certos esquemas de cores foram usados para criar um efeito psicodélico em seus espectadores, e Plan 9 from Outer Space. Recentemente (2007), a Legend Films coloriu It's a Wonderful Life para a Paramount Pictures (cuja subsidiária, Republic Pictures, recuperou o controle dos direitos autorais na década de 1990) e Holiday Inn em 2008 para a detentora dos direitos Universal Pictures.
Em 2005, a Sony Pictures Home Entertainment lançou a primeira temporada de Bewitched em DVD. Como a primeira temporada foi produzida em preto e branco, a Sony lançou duas versões do conjunto: uma com os episódios transmitidos originalmente e uma segunda com os episódios coloridos. Um ano depois, a segunda temporada de Bewitched e a primeira temporada de I Dream of Jeannie, outro programa de propriedade da Sony, foram lançadas da mesma forma.
A CBS coloriu uma série de episódios de I Love Lucy, The Andy Griffith Show e The Dick Van Dyke Show na década de 2010, que são programados para ir ao ar nas noites de sexta-feira em períodos de feriados.
A colorização também tem sido usada para restaurar cenas de filmes coloridos que foram cortados do produto acabado, mas preservados em preto e branco. Em 2018, a cena de encerramento originalmente planejada para o filme Grease de 1978 (em que os personagens principais se beijam) foi adicionada ao lançamento do 40º aniversário do filme. Um desafio que ainda atormenta os esforços de colorização é o fato de que o filme colorido em preto e branco pode não corresponder ao filme filmado originalmente em cores; Randal Kleiser, o diretor de Grease, queria editar a cena de volta ao filme, mas descobriu que as cores entre as cenas não combinavam bem o suficiente para fazê-lo. Kleiser está otimista de que a tecnologia de colorização será avançada o suficiente para corresponder às cores reais até 2028, quando a Grease completar 50 anos.

### Reformas documentais
A colorização às vezes é usada em programas documentais. The Beatles Anthology colore algumas imagens da banda, como a performance de "All You Need Is Love" do especial de TV Our World (1967). No documentário, essa cena começa em preto e branco original antes de se dissolver em cores psicodélicas aparentemente realistas. O design colorido foi baseado em fotografias coloridas tiradas ao mesmo tempo em que o especial foi filmado. Mais filmagens dos Beatles foram coloridas para o documentário de 2016 The Beatles: Eight Days a Week como uma performance de "Help!".
O Masters Tournament de 1960, originalmente transmitido em preto e branco e gravado em cinescópio, foi colorido pela Legend Films para o documentário Jim Nantz Remembers. Esta foi a primeira vez que um grande evento esportivo foi retransmitido usando colorização.
No bem recebido documentário de Peter Jackson de 2018, They Shall Not Grow Old, imagens em preto e branco das trincheiras da Primeira Guerra Mundial foram coloridas.